# Davis Phinney

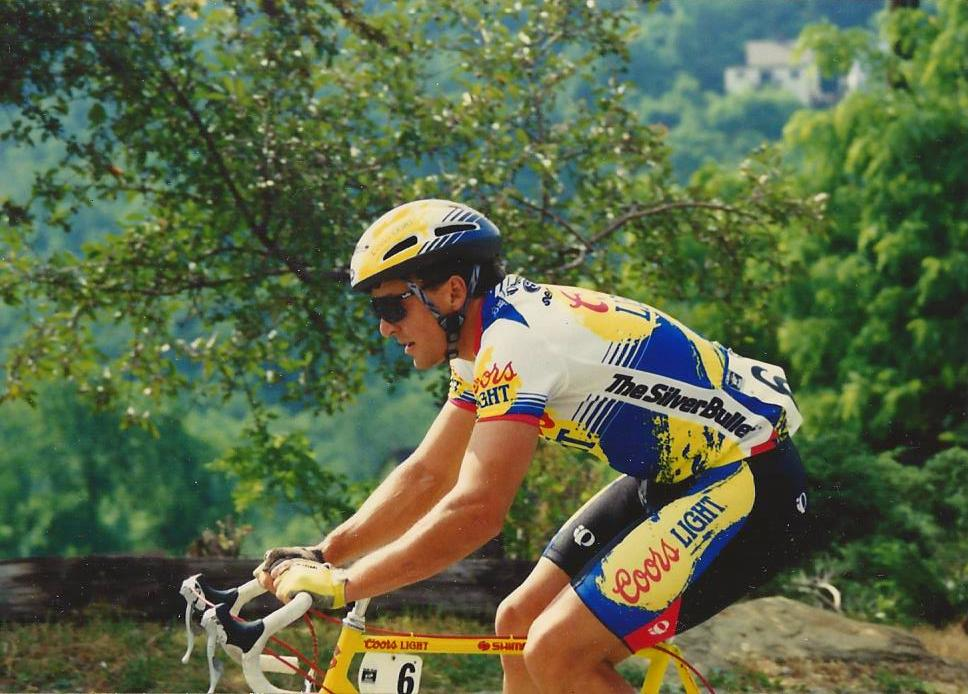
Davis Phinney

Davis Welsh Phinney (* 10. Juli 1959 in Boulder, Colorado) ist ein ehemaliger US-amerikanischer Radrennfahrer und nationaler Meister im Radsport.  Er ist der erste US-Amerikaner, der eine Etappe bei der Tour de France gewann.

## Radsport-Karriere
1980 wurde Davis Phinney Dritter der US-amerikanischen Meisterschaft im Querfeldein-Rennen. 1982 und 1983 konnte er den nationalen Titel im Mannschaftszeitfahren gewinnen. In dieser Disziplin wurde er auch Panamerikanischer Meister 1983. 1984 startete er bei den Olympischen Sommerspielen in Los Angeles. Im Mannschaftszeitfahren errang er die Bronzemedaille, mit Roy Knickman, Ron Kiefel und Andy Weaver, im olympischen Straßenrennen belegte er Platz fünf. Direkt nach den Spielen im August wurde Phinney Profi und konnte bis zum Ende der Saison zehn Siege verbuchen. Viermal startete er bei der Tour de France und gewann 1986 und 1987 jeweils eine Etappe. 1986 siegte er bei den Redlands Bicycle Classics. 1991 wurde er US-amerikanischer Meister im Straßenrennen der Profis. 1988 gewann er die „Tour of the Americas“ und zweimal, 1991 und 1993, das Rennen „Fitchburg Longsjo Classic“. im Herbst 1993 beendete er seine Laufbahn als Berufsfahrer, nachdem er in seiner letzten Saison neun Rennen gewonnen hatte.

## Berufliches und Familie
Nach seinem Rücktritt vom aktiven Radsport im Jahr war Davis Phinney als Journalist und Sportkommentator tätig. Er ist verheiratet mit der ehemaligen Radrennfahrerin Connie Carpenter-Phinney und Vater zweier Kinder. Der Sohn Taylor Phinney ist ebenfalls erfolgreicher Radrennfahrer.

## Krankheit
Im Alter von 40 Jahren wurde bei Phinney die Parkinson-Krankheit diagnostiziert. 2004 gründete er die „Davis Phinney Foundation“ zur Unterstützung von Parkinson-Kranken.

## Ehrungen
2001 wurde Davis Phinney in die United States Bicycling Hall of Fame aufgenommen.